# Sam Farha
Ihsan „Sam“ Farha (* 28. Juli 1959 in Beirut, Libanon) ist ein professioneller US-amerikanischer Pokerspieler libanesischer Herkunft. Er ist dreifacher Braceletgewinner der World Series of Poker und wurde 2003 beim Main Event dieser Turnierserie nur von Chris Moneymaker geschlagen.

## Ausbildung und Anfänge
Farha, der als einer der besten Pokerspieler der Welt gilt, zeigte bereits als Kind sein außerordentliches Talent für Spiele aller Art. Einmal gewann er 5000 US-Dollar bei Pac-Man und durch seine Fähigkeiten beim Flipper wurde er auf dem Titelbild eines libanesischen Magazins abgedruckt.
1977 zog Farha in die Vereinigten Staaten, nachdem in seiner Heimat im Libanon ein Bürgerkrieg ausgebrochen war. In den USA besuchte er die University of Kansas und erreichte einen Abschluss in Business Administration. Nach seinem Abschluss zog Farha zu seinem Bruder nach Houston. Dort arbeitete er einige Jahre, begann aber auch sein Talent beim Pokerspiel zu entdecken. Anfangs spielte er mit Freunden um wenig Geld pro Hand, bis er sein Glück in Las Vegas versuchte und aus 2000 US-Dollar Startkapital 7000 US-Dollar machte.

## Pokerkarriere

### Werdegang
Um 1990 entschied sich Farha professioneller Pokerspieler zu werden und war nun regelmäßig in Las Vegas anzutreffen. 1996 wurde er bei der World Series of Poker (WSOP) Omaha-Weltmeister und erhielt dafür 145.000 US-Dollar Siegprämie sowie ein Bracelet. 2003 verlor er im Heads-Up des Main Events gegen Chris Moneymaker, einem bis dahin völlig unbekannten Buchhalter aus Atlanta, konnte sich aber mit seinem bis dahin größten Gewinn von 1,3 Millionen US-Dollar trösten. 2006 gewann Farha sein zweites Bracelet beim Omaha Hi-Lo und knapp 400.000 US-Dollar Preisgeld. Bei der WSOP 2010 gewann er wie 2006 das Championship Event in Omaha Hi-Lo und damit sein drittes Bracelet sowie knapp 490.000 US-Dollar Preisgeld.
Insgesamt hat er sich mit Poker bei Live-Turnieren knapp 3 Millionen US-Dollar erspielt. Farha, der sich selbst als abergläubisch bezeichnet, gilt als aggressiver und unberechenbarer Spieler. Er hat ein besonders gutes Einschätzungsvermögen und ist in der Lage, seine Gegner einzuschüchtern. Seine Markenzeichen sind unter anderem die oft in seinem Mund hängende Glückszigarette (die er allerdings nie raucht) und sein Spruch „Raisy-Daisy“ mit dem er manchmal gewichtige Erhöhungen einleitet. Farha war zudem regelmäßiger Gast in der Pokershow High Stakes Poker. 

### Braceletübersicht
Farha kam bei der WSOP 16-mal ins Geld und gewann drei Bracelets:
| Jahr | Buy-in (in $) | Turnier                              | Teilnehmer | Preisgeld (in $) |
| ---- | ------------- | ------------------------------------ | ---------- | ---------------- |
| 1996 | 02.500        | Pot-Limit Omaha                      | 078        | 145.000          |
| 2006 | 05.000        | Omaha Hi-Lo                          | 265        | 398.560          |
| 2010 | 10.000        | Omaha Hi-Lo 8 or Better Championship | 212        | 488.241          |